# Aeropuerto Internacional de Ajman
[actualizar]
El Aeropuerto Internacional de Ajman (árabe: مطار عجمان الدولي) es un aeropuerto internacional en construcción que dará servicio a Ajman, el estado más pequeño de los Emiratos Árabes Unidos. El proyecto de construcción comenzó en la segunda mitad de 2008 en la zona de Al Manama de Ajman y está previsto que comience a funcionar en 2011